# Европско првенство у атлетици на отвореном 2018 — 1.500 метара за жене
Такмичење у трци на 1.500 метара у женској конкуренцији на Европском првенству у атлетици 2018. у Берлину одржано је 10. и 12. августа на Олимпијском стадиону.
Титулу освојену у Амстердаму 2016 није одбранила Ангелика Ћихоцка из Пољске.

## Земље учеснице
Учествовале су 24 такмичарке из 15 земаља.
1. Белгија (1)
2. Белорусија (1)
3. Ирска (1)
4. Кипар (1)
5. Немачка (2)
6. Пољска (2)
7. Португалија (1)
8. Румунија (1)
9. Србија (1)
10. Уједињено Краљевство (3)
11. Финска (1)
12. Чешка (3)
13. Швајцарска (1)
14. Шведска (2)
15. Шпанија (3)

## Рекорди
| Рекорди пре почетка Европског првенства 2018. | Рекорди пре почетка Европског првенства 2018. | Рекорди пре почетка Европског првенства 2018. | Рекорди пре почетка Европског првенства 2018. | Рекорди пре почетка Европског првенства 2018. | Рекорди пре почетка Европског првенства 2018. |
| --------------------------------------------- | --------------------------------------------- | --------------------------------------------- | --------------------------------------------- | --------------------------------------------- | --------------------------------------------- |
| Олимпијски рекорди                            | Паула Иван                                    | Румунија                                      | 3:53,96                                       | Сеул, Јужна Кореја                            | 1. октобар 1988.                              |
| Светски рекорд                                | Гензебе Дибабе                                | Етиопија                                      | 3:50,07                                       | Монако, Монако                                | 17. јул 2015.                                 |
| Европски рекорд                               | Татјана Казанкина                             | Совјетски Савез                               | 3:52,47                                       | Цирих, Швајцарска                             | 13. август 1980.                              |
| Рекорди Европских првенстава                  | Татјана Томашова                              | Русија                                        | 3:56,91                                       | Гетеборг, Шведска                             | 13. август 2006.                              |
| Светски резултат сезоне                       | Гензебе Дибабе                                | Етиопија                                      | 3:56,68                                       | Хожов, Пољска                                 | 8. јун 2018.                                  |
| Европски резултат сезоне                      | Сифан Хасан                                   | Холандија                                     | 3:57,41                                       | Лондон, Уједињено Краљевство                  | 22. јул 2018.                                 |

### Најбољи европски резултати у 2018. години
Десет најбољих европских такмичарки на 1.500 метара 2018. године до почетка првенства (6. августа 2018), имале су следећи пласман на европској и светској ранг листи. (СРЛ)
| 1.  | Сифан Хасан       | Холандија        | 3:57,41 | 22. јул   | 3. СРЛ   |
| 2.  | Лора Мјур         | Велика Британија | 3:58,18 | 5. јул    | 5. СРЛ   |
| 3.  | Лаура Вајтмен     | Велика Британија | 4:01,76 | 5. јул    | 15. СРЛ  |
| 4.  | Ајлиш Маколган    | Велика Британија | 4:01,98 | 5. јул    | 17. СРЛ  |
| 5.  | Мераф Бахта       | Шведска          | 4:02,31 | 10. јун   | 18. СРЛ  |
| 6.  | Софија Енауи      | Пољска           | 4:02,93 | 22. јун   | 21. СРЛ  |
| 7.  | Мелиса Кортни     | Велика Британија | 4:03,44 | 10. април | 23. СРЛ  |
| 8.  | Ciara Mageean     | Ирска            | 4:04,13 | 11. јул   | 26. СРЛ  |
| 9.  | Сара Мекдоналдс   | Велика Британија | 4:04,28 | 22. јул   | 28. СРЛ  |
| 10. | Марта Пен Фреитас | Португалија      | 4:04,53 | 11. јул   | 29. СРЛ  |
|     |                   |                  |         |           |          |
| 42. | Амела Терзић      | Србија           | 4:10,22 | 8. јун    | 118. СРЛ |

Такмичари чија су имена подебљана учествовали су на ЕП 2018.

## Квалификациона норма
| 4:12,00 |

## Сатница
| Датум            | Време | Коло          |
| ---------------- | ----- | ------------- |
| 10. август 2018. | 12:00 | Квалификације |
| 12. август 2018. | 20:00 | Финале        |

## Освајачи медаља
| Освајачи медаља      |              |                      |  |  |  |  |
|                      |              |                      |  |  |  |  |
|                      |              |                      |  |  |  |  |
|                      |              |                      |  |  |  |  |
| Лора Мјур            | Софија Енуји | Лора Вајтман (лево)  |  |  |  |  |
| Уједињено Краљевство | Пољска       | Уједињено Краљевство |  |  |  |  |

## Резултати

### Квалификације
Такмичење је одржано 10. августа 2018. године. Такмичарке су биле подељене у 2 групе. У финале су пласирале прве 4 из сваке групе (КВ) и 4 на основу резултата (кв).,
Почетак такмичења: група 1 у 12:00, група 2 у 12:09.
| Место | Група | Атлетичарка             | Земља                | ЛР      | ЛРС     | Резултат | Белешка |
| ----- | ----- | ----------------------- | -------------------- | ------- | ------- | -------- | ------- |
| 1.    | 2     | Софија Енауи            | Пољска               | 4:01,00 | 4:02,93 | 4:08,60  | КВ      |
| 2.    | 2     | Лора Вајтман            | Уједињено Краљевство | 4:00,17 | 4:01,76 | 4:08,74  | КВ      |
| 3.    | 2     | Марта Перез             | Шпанија              | 4:04,88 | 4:04,88 | 4:08,85  | КВ      |
| 4.    | 2     | Хана Хермансон          | Шведска              | 4:12,01 | 4:12,01 | 4:08,98  | КВ, ЛР  |
| 5.    | 2     | Симона Врзалова         | Чешка                | 4:04,80 | 4:04,80 | 4:09,11  | кв      |
| 6.    | 1     | Лора Мјур               | Уједињено Краљевство | 3:55,22 | 3:58,18 | 4:09,12  | КВ      |
| 7.    | 2     | Дарја Барисевич         | Белорусија           | 4:06,75 | 4:06,75 | 4:09,32  | кв      |
| 8.    | 1     | Ciara Mageean           | Ирска                | 4:01,46 | 4:04,13 | 4:09,35  | КВ      |
| 9.    | 1     | Марта Пен               | Португалија          | 4:04,53 | 4:04,53 | 4:09,40  | КВ      |
| 10.   | 2     | Диана Мезулианикова     | Чешка                | 4:06,12 | 4:06,12 | 4:09,98  | кв      |
| 11.   | 1     | Ангелика Ћихоцка        | Пољска               | 4:01,61 | 4:11,50 | 4:10,04  | КВ, ЛРС |
| 12.   | 1     | Естер Гереро            | Шпанија              | 4:07,90 | 4:07,90 | 4:10,14  | кв      |
| 13.   | 1     | Елисе Вандерелст        | Белгија              | 4:09,31 | 4:09,31 | 4:10,30  |         |
| 14.   | 1     | Кристина Маки           | Чешка                | 4:08,19 | 4:11,18 | 4:10,35  | ЛРС     |
| 15.   | 1     | Џема Рикие              | Уједињено Краљевство | 4:06,11 | 4:06,11 | 4:10,35  |         |
| 16.   | 2     | Соланхе Андреја Переира | Шпанија              | 4:06,39 | 4:08,52 | 4:10,63  |         |
| 17.   | 1     | Сара Куивисто           | Финска               | 4:08,96 | 4:08,96 | 4:11,39  |         |
| 18.   | 2     | Катерина Гранц          | Немачка              | 4:08,12 | 4:08,12 | 4:11,46  |         |
| 19.   | 1     | Дијана Сујев            | Немачка              | 4:05,62 | 4:05,95 | 4:12,08  |         |
| 20.   | 1     | Ана Силвандер           | Шведска              | 4:11,23 | 4:11,23 | 4:12,61  |         |
| 21.   | 2     | Delia Sclabas           | Швајцарска           | 4:10,10 | 4:10,10 | 4:13,47  |         |
| 22.   | 1     | Клаудија Бобочеа        | Румунија             | 4:06,33 | 4:13,66 | 4:16,20  |         |
| 23.   | 2     | Амела Терзић            | Србија               | 4:04,77 | 4:10,22 | 4:17,22  |         |
| 24.   | 2     | Наталија Евангелидоу    | Кипар                | 4:10,98 | 4:10,98 | 4:25,91  |         |

Подебљани лични рекорди су и национални рекорди земље коју такмичар представља

### Финале
Такмичење је одржано 12. августа 2018. године у 20:00.
| Пласман | Атлетичарка         | Земља                | Резултат | Белешка |
| ------- | ------------------- | -------------------- | -------- | ------- |
|         | Лора Мјур           | Уједињено Краљевство | 4:02,32  |         |
|         | Софија Енауи        | Пољска               | 4:03,08  |         |
|         | Лора Вајтман        | Уједињено Краљевство | 4:03,75  |         |
| 4.      | Ciara Mageean       | Ирска                | 4:04,63  |         |
| 5.      | Симона Врзалова     | Чешка                | 4:06,47  |         |
| 6.      | Марта Пен           | Португалија          | 4:06,54  |         |
| 7.      | Хана Хермансон      | Шведска              | 4:07,16  | ЛР      |
| 8.      | Дарја Барисевич     | Белорусија           | 4:07,52  |         |
| 9.      | Марта Перез         | Шпанија              | 4:07,65  |         |
| 10.     | Диана Мезулианикова | Чешка                | 4:07,82  |         |
| 11.     | Естер Гереро        | Шпанија              | 4:09,88  |         |
| 12.     | Ангелика Ћихоцка    | Пољска               | 4:10,93  |         |